# Xylopia calophylla
Xylopia calophylla este o specie de plante angiosperme din genul Xylopia, familia Annonaceae, descrisă de Robert Elias Fries. Conform Catalogue of Life specia Xylopia calophylla nu are subspecii cunoscute.